# Volledige sileneroest
De volledige sileneroest (Uromyces inaequialtus) is een roestschimmel die behoort tot de familie Pucciniaceae. Deze biotrofe parasiet vormt spermogonia, aecia Uredinia en telia op Silene.

## Kenmerken
- Spermogonia zijn honinggeel en kegelvormig.
- Aecia in cirkels op verkleurde plekken. Aeciasporen oranje, vrijwel glad.
- Uredinia en telia op twee kanten van het blad. De uredinia zijn kaneel/roodbruin en poederig. De Urediniosporen zijn fijnwrattig.
- Telia zijn zwart of zwartbruin en glimmend. De teliosporen zijn 1-cellig, glad en aan de top duidelijk verdikt.

## Waardplanten
De volledige sileneroest komt voor op:
- Silene armeria (Pekbloem)
- Silene chlorantha
- Silene foliosa
- Silene fortunei
- Silene integripetala
- Silene italica
- Silene jeniseensis
- Silene latifolia (Avondkoekoeksbloem)
- Silene laxa
- Silene legionensis
- Silene longicilia
- Silene marschalii
- Silene multiflora
- Silene nemoralis
- Silene niceensis
- Silene niederi
- Silene nutans (Nachtsilene)
- Silene otites (Oorsilene)
- Silene rupestris
- Silene vulgaris (Blaassilene)
- Silene viridiflora